# Campeonato Mundial de Atletismo em Pista Coberta de 2008 - 1500 m feminino
A competição dos 1500 metros feminino do Campeonato Mundial de Atletismo em Pista Coberta de 2008, foi disputado no Palácio-Velódromo Luis Puig, em Valência.

## Medalhistas
As medalhistas originais eram o seguinte: 
| Ouro                  | Prata                | Bronze             |
| Yelena Soboleva (RUS) | Yuliya Fomenko (RUS) | Gelete Burka (ETH) |

Após a desqualificação das russas, os medalhistas foram os seguintes:
| Ouro               | Prata                    | Bronze                  |
| Gelete Burka (ETH) | Maryam Yusuf Jamal (BHR) | Daniela Yordanova (BUL) |

## Resultados

### Eliminatória
| Bateria | Faixa | Atleta                | Nacionalidade  | Tempo      | Notas |
| ------- | ----- | --------------------- | -------------- | ---------- | ----- |
| 1       | 1     | Maryam Yusuf Jamal    | Bahrein        | 4:07.43    | Q     |
| 1       | 2     | Yelena Soboleva       | Rússia         | 4:07.85    | Q     |
| 1       | 3     | Gelete Burka          | Etiópia        | 4:08.24    | Q     |
| 1       | 4     | Daniela Yordanova     | Bulgária       | 4:08.44 SB | q     |
| 1       | 5     | Susan Scott           | Reino Unido    | 4:10.39    |       |
| 1       | 6     | Christin Wurth-Thomas | Estados Unidos | 4:10.56 PB |       |
| 1       | 7     | Nataliya Tobias       | Ucrânia        | 4:11.71    |       |
| 1       | 8     | Mari Järvenpää        | Finlândia      | 4:13.24 NR |       |
| 1       | 9     | Elena Antoci          | Roménia        | 4:13.93    |       |
| 1       | 10    | Esther Desviat        | Espanha        | 4:33.71    |       |
| 2       | 1     | Yuliya Fomenko        | Rússia         | 4:05.94    | Q     |
| 2       | 2     | Liliana Popescu       | Roménia        | 4:06.68    | Q     |
| 2       | 3     | Sonja Roman           | Eslovênia      | 4:08.12 SB | Q     |
| 2       | 4     | Bouchra Ghézielle     | França         | 4:08.83    | q     |
| 2       | 5     | Siham Hilali          | Marrocos       | 4:10.09 PB | q     |
| 2       | 6     | Jemma Simpson         | Reino Unido    | 4:11.17 PB |       |
| 2       | 7     | Jenelle Deatherage    | Estados Unidos | 4:14.27 SB |       |
| 2       | 8     | Kajsa Haglund         | Suécia         | 4:14.82 PB |       |
| 2       | 9     | Hilary Stellingwerff  | Canadá         | 4:18.26    |       |
| 2       | 10    | Sandra Teixeira       | Portugal       | 4:23.14    |       |

### Final
| Colocação         | Atleta             | Nacionalidade | Tempo      |
| ----------------- | ------------------ | ------------- | ---------- |
| Medalha de ouro   | Gelete Burka       | Etiópia       | 3:59.75 AF |
| Medalha de prata  | Maryam Yusuf Jamal | Bahrein       | 3:59.79 AS |
| Medalha de bronze | Daniela Yordanova  | Bulgária      | 4:04.19 NR |
| 4                 | Liliana Popescu    | Roménia       | 4:07.61    |
| 5                 | Siham Hilali       | Marrocos      | 4:15.54    |
|                   | Yelena Soboleva    | Rússia        | DSQ        |
|                   | Yuliya Fomenko     | Rússia        | DSQ        |
|                   | Bouchra Ghézielle  | França        | DSQ        |
|                   | Sonja Roman        | Eslovênia     | DNF        |

Legenda
| Recorde mundial       | Recorde mundial (World record)               |                       | Recorde africano                      | Recorde africano (African) |                                           | Q | Classificado por posição (Qualified) |
| Recorde do campeonato | Recorde do campeonato (Championship record)  | Recorde da América    | Recorde da América (Americas)         | q                          | Classificado por melhor tempo (Qualified) |   |                                      |
| Melhor marca do ano   | Melhor marca do ano (World leading)          | Recorde asiático      | Recorde asiático (Asian)              | DNS                        | Não largou (Did not start)                |   |                                      |
| Recorde nacional      | Recorde nacional (National record)           | Recorde europeu       | Recorde europeu (European)            | DNF                        | Não terminou (Did not finish)             |   |                                      |
| Recorde pessoal       | Recorde pessoal do atleta (Personal best)    | Recorde da Oceania    | Recorde da Oceania (Oceania)          | DSQ / DQ                   | Desclassificado (Disqualified)            |   |                                      |
| Recorde da temporada  | Recorde da temporada do atleta (Season best) | Recorde sul-americano | Recorde sul-americano (South America) | NM                         | Sem marca (No mark)                       |   |                                      |